# Tarilândia
Tarilândia é um distrito do município de Jaru, no estado brasileiro de Rondônia.
Em 7 de outubro de 2012, os municípios de Jaru e Governador Jorge Teixeira, além de serem consultados para a escolha de seus representantes municipais, também foram escrutinados acerca da criação do provável município de Tarilândia.
De acordo com o Tribunal Superior Eleitoral (TSE), somados os votos de Jaru e Governador Jorge Teixeira, foram computados 5.312 votos contrários e 29.646 votos favoráveis à criação do novo Município. Dos 6.997 eleitores de Governador Jorge Teixeira, que compareceram às urnas, 3.815 optaram pelo "Não" e 2.774 votaram no "Sim". Em Jaru, 30.476 eleitores compareceram à votação, destes 26.872 eleitores optaram pelo "SIM" e 1.497 pelo "Não". Desta forma, em Jaru, 94,76% dos eleitores votaram pela emancipação de Tarilândia, com somente 5,28% dos eleitores votando contra. Em Governador Jorge Teixeira, 57,90% dos eleitores votaram contra a emancipação, e 42,10% votaram a favor da emancipação.